# Rubén Tierrablanca Gonzalez
Rubén Tierrablanca Gonzalez OFM (ur. 24 sierpnia 1952 w Cortazar, zm. 22 grudnia 2020 w Stambule) – meksykański duchowny katolicki, biblista, biskup tytularny Tubernuca, wikariusz apostolski Stambułu i administrator apostolski Egzarchatu apostolskiego Stambułu, franciszkanin.

## Życiorys

### Młodość i prezbiterat
Ojciec Rubén Tierrablanca urodził się w Cortazar w stanie Guanajuato w środkowym Meksyku 24 sierpnia 1952. Po ukończeniu niższego seminarium prowadzonego przez franciszkanów, wstąpił do nowicjatu w Prowincji Apostołów Piotra i Pawła Zakonu Braci Mniejszych w Meksyku 22 sierpnia 1970. Po złożeniu pierwszych ślubów studiował filozofię i teologię w Kolegium Świętego Krzyża w Querétaro i Saint Anthony Seminary w El Paso w Stanach Zjednoczonych. Profesję wieczystą złożył 2 sierpnia 1977. Święcenia kapłańskie otrzymał 29 czerwca 1978. W latach 1978–1980 był formatorem w prowincjalnym seminarium oraz duszpasterzem w parafii w pw. św. Franciszka w Acámbaro w Meksyku. W 1980 wyjechał na studia do Rzymu. W 1985 obronił pracę licencjacką z biblistyki na rzymskim Antonianum. W latach 1985–1990 był wychowawcą i wykładowcą seminarium franciszkańskiego w El Paso w Teksasie. Wybrano go definitorem prowincji i sekretarzem ds. formacji i studiów. W 1992 powrócił do Rzymu, zostając mianowany na funkcję rektora Antonianum. W latach 1997–2003 był przełożonym wspólnoty domu generalnego Zakonu Braci Mniejszych przy Via S. Maria Mediatrice w Rzymie. W 2003 o. Tierrablanca został przełożonym wspólnoty franciszkańskiej w Stambule i proboszczem miejscowej parafii łacińskiej. Od 2014 był delegatem dla Wikariatu apostolskiego Stambułu.

### Episkopat
Papież Franciszek mianował 16 kwietnia 2016 o. Tierrablancę rzymskokatolickim wikariuszem apostolskim Wikariatu apostolskiego Stambułu oraz administratorem apostolskim Egzarchatu apostolskiego Istambułu, przyznając mu jako biskupią siedzibę tytularną Tubernucę. Sakry udzielił mu 11 czerwca 2016 prefekt kongregacji ds. Kościołów Wschodnich  – kardynał Leonardo Sandri.
W 2018 został wybrany przewodniczącym tureckiej Konferencji Biskupów.
Zmarł w szpitalu uniwersyteckim w Stambule 22 grudnia 2020. Przyczyną było zakażenie wirusem SARS-CoV-2.